# Tetixeri
Tetixeri foi uma rainha egípcia da época final da XVII dinastia e começo da XVIII. Foi esposa do rei Tao I, mãe de Tao II e avô de Amósis I, fundador da XVIII dinastia.
Não tinha qualquer laços com a nobreza. O seu pai era um juiz de nome Tiena e a sua mãe era Neferu.
Tetixeri participou na expulsão dos Hicsos do Egito, abrindo caminho para que outras mulheres suas descendentes (Aotepe I, Amósis-Nefertari...) desempenhassem um papel de influência política no país. 
Morreu com mais de setenta anos, ficando conhecida "mãe do Império Novo". O seu neto Amósis ordenou a construção de um cenotáfio dedicado à rainha em Abidos. A única fonte para o conhecimento da vida da rainha é uma estela na qual se registam as palavras do seu neto Amósis. 
No British Museum encontra-se uma estátua que durante muito tempo se julgou ser da rainha, mas que de acordo com os trabalhos de W. V. Davies se trata de uma falsificação. Acredita-se que a rainha esteja enterrada na tumba KV41. 